# 클레베르 산타나
클레베르 산타나 루레이루(포르투갈어: Cléber Santana Loureiro, 1981년 6월 27일 ~ 2016년 11월 28일)는 미드필더로 활약하던 브라질의 축구 선수였다.
그는 스포르트, 비토리아, 산투스, 상파울루, 아틀레치쿠 파라나엔시, 아바이, 플라멩구, 크리시우마, 샤페코엔시에서 활약했고 가시와 레이솔 (일본)과 아틀레티코 마드리드와 마요르카(스페인)에서 활약하면서 해외 진출 역시 한 바 있다.
2016년 11월 28일 샤페코엔시 소속으로 아틀레티코 나시오날과의 2016년 코파 수다메리카나 결승 1차전을 치르러 가는 도중 라미아 항공 2933편 추락 사고를 당하여 사망하였다.